# Nikocado Avocado
Nicholas Perry (Kherson, 19 de maio de 1992), mais conhecido como Nikocado Avocado, é um youtuber estadunidense nascido na Ucrânia, conhecido por seus vídeos de mukbang. Ele conquistou um número significativo de inscritos no YouTube após o sucesso viral de vários vídeos.

## Biografia
Perry foi criado fora da Filadélfia. Ele é um violinista de formação clássica. Ele se formou em performance na faculdade e diz que recebeu ligações de retorno para o The Glee Project. Enquanto perseguia sua carreira como violinista, ele trabalhou na The Home Depot.
O conteúdo inicial de Perry consistia em vlogs do estilo de vida vegano e covers de violino de músicas populares. Em 2016, ele explicou por que não era mais vegano em um vídeo em seu canal, citando preocupações com a saúde. A partir de 2016, Perry começou a filmar vídeos de mukbang, tornando-se um dos primeiros homens estadunidenses a participar da tendência, com seu primeiro vídeo de mukbang atingindo 50 mil visualizações em algumas semanas. Ele apareceu em Tosh.0, da Comedy Central, em 2018. Ele também está presente em outras plataformas além do YouTube, como Cameo, Patreon e OnlyFans.
Em setembro de 2024, Perry carregou um vídeo intitulado "Two Steps Ahead" ("Dois passos a frente"), mostrando que ele havia perdido cerca de 250 libras (110 kg) em dois anos, alegando ter gravado o último material para o YouTube no início desse período, apesar de continuar a carregar novos vídeos em seus canais até vários dias antes. No mesmo vídeo, ele também alegou que os vídeos eram um "experimento social".

## Acusações de Stephanie Soo
Em dezembro de 2019, Perry foi acusado pela mukbanger Stephanie Soo de assediá-la, enviando mensagens de texto e tirando fotos de dentro de sua casa. Perry publicou um vídeo de resposta contestando suas alegações, no qual ele exibiu as fotos e argumentou que Soo estava plenamente ciente de que elas foram tiradas. Ele também mostrou suas conversas de texto, argumentando que Soo o havia contratado para uma colaboração agendada. Zach Choi, que se juntou a Perry e Soo em sua colaboração, mais tarde afirmou que havia contratado um advogado para tratar das alegações de Perry feitas nas mídias sociais, embora nenhuma ação legal tenha ocorrido. Mais tarde, Perry afirmou que a briga foi inteiramente orquestrada para beneficiar tanto sua carreira quanto a de Soo.

## Vida pessoal
Perry se mudou para Nova York por volta de 2013. Enquanto estava lá, ele se juntou a um grupo de Facebook para homens veganos e conheceu Orlin Home, que morava na Colômbia e com quem se casou em 2017.

### Saúde
Perry luta com problemas de saúde mental desde sua infância. Aos cinco anos, ele foi colocado em terapia devido a problemas comportamentais e busca excessiva de atenção e, aos sete anos, foi prescrito um antidepressivo. Ele também foi diagnosticado com transtorno obsessivo-compulsivo, bem como transtorno de déficit de atenção e hiperatividade. Numerosos vídeos emocionalmente turbulentos de Perry levaram as pessoas a questionar o estado de sua saúde mental. Ele diz que teve episódios maníacos devido à sua dieta pobre, e que ele aproveita seus momentos ruins usando clickbait para encorajar as visualizações de seus vídeos.
Devido ao ganho de peso acentuado de Perry nos últimos anos, muitos fãs e YouTubers ficaram preocupados com sua saúde física. Em 2019, Perry disse à Men's Health que sofre de perda de libido e disfunção erétil como resultado de sua compulsão alimentar. No mesmo ano, disse que planeja criar vídeos de mukbang apenas "por mais alguns anos" e que "é muito insalubre". Em 2021, ele disse a seus espectadores que é deficiente.
Em 18 de setembro de 2021, Perry afirmou que havia fraturado as costelas depois de meses de "tosse excessiva e forte".